# Billie Jean King Cup 2024 – finále
Finále Billie Jean King Cupu 2024, oficiálně Billie Jean King Cup by Gainbridge Finals 2024, představovalo nejvyšší úroveň – elitní dvanáctičlennou skupinu, z níž vzešel celkový vítěz 61. ročníku ženské týmové soutěže v tenise, do níž zasáhlo 137 družstev. Poprvé se finále soutěže, hrané 14. až 20. listopadu 2024, konalo v Malaze na tvrdém dvorci Martin Carpena Areny. Kanadu obhajující titul ve čtvrtfinále vyřadila Velká Británie.
Malažská aréna se stala historicky prvním dějištěm, které souběžně hostila finále Billie Jean King Cupu i Davis Cupu. Pouze v pražské O2 areně se v roce 2012 na jediném místě uskutečnila finále ženské i mužské soutěže, ale v nepřekrývajících termínech. 
Pátý titul vybojovala Itálie po fiálové výhře 2–0 nad Slovenskem, čímž navázala na trofeje z let 2006, 2009, 2010 a 2013. Zařadila se tím po bok pětinásobných vítězů soutěže, Ruska a Španělska. Hlavní oporou šampionek byla světová čtyřka Jasmine Paoliniová. Se Sarou Erraniovou hrály i čtyřhry z pozice úřadujících olympijských vítězek. Členkami družstva byly také Elisabetta Cocciarettová, Lucia Bronzettiová a Martina Trevisanová. 37letá Erraniová vytvořila rekordní 11letý interval šampionky mezi dvěma tituly, když byla členkou vítězného týmu v roce 2013. O čtyři dny později na výhru Italek navázali jejich mužští krajané v Davis Cupu 2024. Itálie se tak stala pátým státem, který ovládl Davis Cup i Billie Jean King Cup v jediném kalendářním roce. Před ní se to podařilo Spojeným státům, Austrálii, Česku a ruskému týmu pod hlavičkou Ruské tenisové federace.
Překvapením soutěže se staly Slovenky jako tenisově nejmenší národ finálového turnaje, s jedinou členkou v Top 100 a jednou další hráčkou v Top 200. Cestou do finále porazily favorizované Spojené státy, Austrálii i Velkou Británii.

## Finálový turnaj

### Dějiště
Dějištěm finálového turnaje se poprvé v historii Billie Jean King Cupu stala španělská Malaga, po přestěhování ze Sevilly. Malažská Martin Carpena Arena již hostila finále Davis Cupu 2022 a 2023 a 19. listopadu přivítala i finále 2024. Ženy hrály v malé hale a vedlejší centrální stadion byl určen pro muže. Vyvrcholení ženské týmové soutěže proběhlo mezi 14. a 20. listopadem 2024, znamenající dvoudenní překryv s mužským turnajem. Ředitelkou byl pětinásobná vítězka soutěže Conchita Martínezová. Generálním partnerem finále se potřetí stala americká pojišťovací agentura Gainbridge v rámci smlouvy pro období 2022–2027.

### Formát
Mezistátní zápasy probíhaly v jediném dni, v podobě dvou dvouher a závěrečné čtyřhry. Utkání byla hrána na dvě vítězné sady. Všechny sety ve dvouhře zakončil za stavu her 6–6 tiebreak do 7 bodů. Ve čtyřhře se při shodě namísto výhod hrál rozhodující bod, s výběrem strany hráčky na příjmu. Případná třetí sada měla charakter 10bodového supertiebreaku. Do první dvouhry nastupovaly nominované dvojky, ve druhém singlu se představily jedničky.
Skupinová fáze finále, znovuzavedená v Praze 2021, byla zrušena a ponechán pouze vyřazovací systém ve čtyřkolovém formátu, v němž čtyři nejvýše nasazené týmy obdržely volný los do čtvrtfinále. Žádný tým z finále 2024 nepostoupil přímo do finálového turnaje 2025, vyjma možného hostitele, když byla soutěž inovována. Na družstva čekalo dubnové kvalifikační kolo 2025 se sedmi tříčlennými skupinami.

### Harmonogram
Původně plánovaný začátek finálového turnaje na 13. listopadu 2024 byl o den odložen kvůli nepříznivému počasí a vydání nejvyššího stupně varování pro španělské středomořské pobřeží včetně Malagy. Pořadatelé se tak na základě pokynů úřadů snažili zajistit bezpečnost účastníků a diváků před hlášenými bouřkami s intenzivním deštěm. Během 14. listopadu byly zrušeny tréninky pro zákaz vycházení. Turnaj se konal v období po ničivých povodních na španělském středomořském pobřeží. Úvodní zápas mezi hostitelským Španělskem a Polskem byl odložen o dva dny, na 15. listopad.
| Harmonogram            | Harmonogram   | Harmonogram | Harmonogram | Harmonogram                    |
| Datum                  | den           | fáze        | týmů        | informace                      |
| ---------------------- | ------------- | ----------- | ----------- | ------------------------------ |
| 14.–15. listopadu 2024 | čtvrtek–pátek | 1. kolo     | 8           | předkolo                       |
| 16.–17. listopadu 2024 | sobota–neděle | čtvrtfinále | 8           | 4 nasazené týmy s volným losem |
| 18.–19. listopadu 2024 | pondělí–úterý | semifinále  | 4           |                                |
| 20. listopadu 2024     | středa        | finále      | 2           |                                |

### Finanční odměny
Odměny týmům činily stejně jako v předchozím ročníku 9,6 milionu dolarů. Vítězná Itálie obdržela 2,4 milionu dolarů. Potřetí v řadě se jednalo o shodné odměny se závěrečnou fází mužského finále Davis Cupu 2024.
| Vítěz       | finalista   | semifinalisté | čtvrtfinalisté | 1. kolo   |
| ----------- | ----------- | ------------- | -------------- | --------- |
| 2 400 000 $ | 1 400 000 $ | 960 000 $     | 520 000 $      | 450 000 $ |

## Týmy
Finále se zúčastnilo dvanáct týmů:
- 2 finalisté 2023 (Kanada, Itálie)
- 8 vítězů kvalifikačního kola z dubna 2024
- 1 tým na divokou kartu (Česko)
- 1 tým hostitelského státu (Španělsko)

| Účastníci | Účastníci | Účastníci | Účastníci     | Účastníci | Účastníci      |
| Austrálie | Česko     | Itálie    | Japonsko      | Kanada    | Německo        |
| Polsko    | Rumunsko  | Slovensko | Spojené státy | Španělsko | Velká Británie |
| --------- | --------- | --------- | ------------- | --------- | -------------- |

### Nasazení
Rozlosování se uskutečnilo 30. dubna 2024 v Londýně. Nejvýše nasazeným týmem se stal vítěz předchozího ročníku Kanada a dalšími třemi pak další nejvýše postavená družstva na žebříčku ITF z 15. dubna 2024.
1. Kanada
2. Česko
3. Itálie
4. Austrálie

### Soupisky
| Soupisky týmů | Soupisky týmů         | Soupisky týmů         | Soupisky týmů             | Soupisky týmů             | Soupisky týmů          | Soupisky týmů          | Soupisky týmů          | Soupisky týmů          | Soupisky týmů           | Soupisky týmů           | Soupisky týmů              | Soupisky týmů |
| Tým | jednička týmu         | jednička týmu         | dvojka týmu               | dvojka týmu               | trojka týmu            | trojka týmu            | čtyřka týmu            | čtyřka týmu            | pětka týmu              | pětka týmu              | kapitán                    |               |
| --- | --------------------- | --------------------- | ------------------------- | ------------------------- | ---------------------- | ---------------------- | ---------------------- | ---------------------- | ----------------------- | ----------------------- | -------------------------- | ------------- |
| Austrálie | Ajla Tomljanovićová   | Ajla Tomljanovićová   | Olivia Gadecká            | Olivia Gadecká            | Kimberly Birrellová    | Kimberly Birrellová    | Darja Savilleová       | Darja Savilleová       | Ellen Perezová          | Ellen Perezová          | Samantha Stosurová         |               |
| Austrálie | 85.                   | 444.                  | 90.                       | 102.                      | 115.                   | 204.                   | 120.                   | 229.                   | –                       | 13.                     | Samantha Stosurová         |               |
| Česko | Linda Nosková         | Linda Nosková         | Marie Bouzková            | Marie Bouzková            | Kateřina Siniaková     | Kateřina Siniaková     | Sára Bejlek            | Sára Bejlek            | Dominika Šalková        | Dominika Šalková        | Petr Pála                  |               |
| Česko | 26.                   | 65.                   | 45.                       | 49.                       | 46.                    | 1.                     | 142.                   | –                      | 164.                    | 281.                    | Petr Pála                  |               |
| Itálie | Jasmine Paoliniová    | Jasmine Paoliniová    | Elisabetta Cocciarettová  | Elisabetta Cocciarettová  | Lucia Bronzettiová     | Lucia Bronzettiová     | Sara Erraniová         | Sara Erraniová         | Martina Trevisanová     | Martina Trevisanová     | Tathiana Garbinová         |               |
| Itálie | 4.                    | 10.                   | 54.                       | 132.                      | 78.                    | 278.                   | 105.                   | 8.                     | 126.                    | 338.                    | Tathiana Garbinová         |               |
| Japonsko | Mojuka Učidžimová     | Mojuka Učidžimová     | Ena Šibaharaová           | Ena Šibaharaová           | Nao Hibinová           | Nao Hibinová           | Eri Hozumiová          | Eri Hozumiová          | Šúko Aojamová           | Šúko Aojamová           | Ai Sugijamová              |               |
| Japonsko | 56.                   | 114.                  | 135.                      | 41.                       | 152.                   | 122.                   | –                      | 45.                    | –                       | 47.                     | Ai Sugijamová              |               |
| Kanada | Leylah Fernandezová   | Leylah Fernandezová   | Rebecca Marinová          | Rebecca Marinová          | Marina Stakusicová     | Marina Stakusicová     | Gabriela Dabrowská     | Gabriela Dabrowská     | —                       | —                       | Heidi El Tabakhová         |               |
| Kanada | 31.                   | 32.                   | 103.                      | 210.                      | 127.                   | 559.                   | –                      | 3.                     | —                       | —                       | Heidi El Tabakhová         |               |
| Německo | Laura Siegemundová    | Laura Siegemundová    | Jule Niemeierová          | Jule Niemeierová          | Tatjana Mariová        | Tatjana Mariová        | Eva Lysová             | Eva Lysová             | Anna-Lena Friedsamová   | Anna-Lena Friedsamová   | Rainer Schüttler           |               |
| Německo | 84.                   | 21.                   | 92.                       | 562.                      | 101.                   | 1040.                  | 130.                   | –                      | 440.                    | 245.                    | Rainer Schüttler           |               |
| Polsko | Iga Świąteková        | Iga Świąteková        | Magdalena Fręchová        | Magdalena Fręchová        | Magda Linetteová       | Magda Linetteová       | Maja Chwalińská        | Maja Chwalińská        | Katarzyna Kawaová       | Katarzyna Kawaová       | Dawid Celt                 |               |
| Polsko | 2.                    | –                     | 25.                       | 613.                      | 38.                    | 75.                    | 165.                   | 183.                   | 258.                    | 93.                     | Dawid Celt                 |               |
| Rumunsko | Jaqueline Cristianová | Jaqueline Cristianová | Anca Todoniová            | Anca Todoniová            | Ana Bogdanová          | Ana Bogdanová          | Elena-Gabriela Ruseová | Elena-Gabriela Ruseová | Monica Niculescuová     | Monica Niculescuová     | Horia Tecău                |               |
| Rumunsko | 73.                   | 295.                  | 113.                      | 295.                      | 116.                   | 405.                   | 128.                   | 62.                    | –                       | 33.                     | Horia Tecău                |               |
| Slovensko | Rebecca Šramková      | Rebecca Šramková      | Anna Karolína Schmiedlová | Anna Karolína Schmiedlová | Viktória Hrunčáková    | Viktória Hrunčáková    | Renáta Jamrichová      | Renáta Jamrichová      | Tereza Mihalíková       | Tereza Mihalíková       | Matej Lipták               |               |
| Slovensko | 43.                   | –                     | 110.                      | 1053.                     | 241.                   | 159.                   | 375.                   | –                      | –                       | 42.                     | Matej Lipták               |               |
| Spojené státy | Danielle Collinsová   | Danielle Collinsová   | Peyton Stearnsová         | Peyton Stearnsová         | Ashlyn Kruegerová      | Ashlyn Kruegerová      | Taylor Townsendová     | Taylor Townsendová     | Caroline Dolehideová    | Caroline Dolehideová    | Lindsay Davenportová       |               |
| Spojené státy | 11.                   | 527.                  | 48.                       | 120.                      | 65.                    | 71.                    | 69.                    | 5.                     | 82.                     | 14.                     | Lindsay Davenportová       |               |
| Španělsko | Paula Badosová        | Paula Badosová        | Jéssica Bouzas Maneirová  | Jéssica Bouzas Maneirová  | Nuria Párrizas Díazová | Nuria Párrizas Díazová | Sara Sorribes Tormová  | Sara Sorribes Tormová  | Marina Bassols Riberová | Marina Bassols Riberová | Anabel Medina Garriguesová |               |
| Španělsko | 12.                   | 179.                  | 55.                       | 1447.                     | 98.                    | 1138.                  | 106.                   | 46.                    | 155.                    | 953.                    | Anabel Medina Garriguesová |               |
| Velká Británie | Katie Boulterová      | Katie Boulterová      | Emma Raducanuová          | Emma Raducanuová          | Harriet Dartová        | Harriet Dartová        | Heather Watsonová      | Heather Watsonová      | Olivia Nichollsová      | Olivia Nichollsová      | Anne Keothavongová         |               |
| Velká Británie | 24.                   | 289.                  | 58.                       | –                         | 88.                    | 61.                    | 140.                   | 57.                    | –                       | 39.                     | Anne Keothavongová         |               |
| Žebříček WTA ve dvouhře a čtyřhře k 11. listopadu 2024 / – nejvýše postavená jednička až pětka ve startovním poli |                       |                       |                           |                           |                        |                        |                        |                        |                         |                         |                            |               |

Vysvětlivky
1. ↑  Absentující singlistky první světové stovky (Top 100):
  - Česko (4): Barbora Krejčíková (10.), Karolína Muchová (22.), Markéta Vondroušová (39.), Karolína Plíšková (41.)
  - Japonsko (1): Naomi Ósakaová (59.)
  - Rumunsko (2): Sorana Cîrsteaová (70.), Irina-Camelia Beguová (83.)
  - Spojené státy (12): Coco Gauffová (3.), Jessica Pegulaová (7.), Emma Navarrová (8.), Madison Keysová (21.), Amanda Anisimovová (36.), Katie Volynetsová (62.), McCartney Kesslerová (68.), Bernarda Peraová (75.), Sloane Stephensová (79.), Sofia Keninová (86.), Hailey Baptisteová (93.), Ann Liová (99.)
  - Španělsko (1): Cristina Bucșová (71.)
  - Velká Británie (1): Sonay Kartalová (89.)

## Pavouk
|  | První kolo | První kolo     | První kolo |                |           | Čtvrtfinále | Čtvrtfinále | Čtvrtfinále    |   |  | Semifinále | Semifinále | Semifinále |   |  | Finále | Finále | Finále |
|  |            |                |            |                |           |             |             |                |   |  |            |            |            |   |  |        |        |        |
|  |            |                |            |                |           |             |             |                |   |  |            |            |            |   |  |        |        |        |
|  |            | 1              | Kanada     | 0              |           |             |             |                |   |  |            |            |            |   |  |        |        |        |
|  |            |                |            | 0              |           |             |             |                |   |  |            |            |            |   |  |        |        |        |
|  |            |                |            | Velká Británie | 2         |             |             |                |   |  |            |            |            |   |  |        |        |        |
|  |            | Německo        | 0          | Velká Británie | 2         |             |             |                |   |  |            |            |            |   |  |        |        |        |
|  |            | Německo        | 0          |                |           |             |             |                |   |  |            |            |            |   |  |        |        |        |
|  |            | Velká Británie | 2          |                |           |             |             |                |   |  |            |            |            |   |  |        |        |        |
|  |            |                |            |                |           |             |             | Velká Británie | 1 |  |            |            |            |   |  |        |        |        |
|  |            |                |            |                |           |             |             |                | 1 |  |            |            |            |   |  |        |        |        |
|  |            |                | Slovensko  | 2              |           |             |             |                |   |  |            |            |            |   |  |        |        |        |
|  |            |                | Slovensko  | 2              |           |             |             |                |   |  |            |            |            |   |  |        |        |        |
|  |            |                |            |                |           |             |             |                |   |  |            |            |            |   |  |        |        |        |
|  |            |                |            |                |           |             |             |                |   |  |            |            |            |   |  |        |        |        |
|  |            | 4              | Austrálie  | 0              |           |             |             |                |   |  |            |            |            |   |  |        |        |        |
|  |            |                |            | 0              |           |             |             |                |   |  |            |            |            |   |  |        |        |        |
|  |            |                |            | Slovensko      | 2         |             |             |                |   |  |            |            |            |   |  |        |        |        |
|  |            | Slovensko      | 2          | Slovensko      | 2         |             |             |                |   |  |            |            |            |   |  |        |        |        |
|  |            | Slovensko      | 2          |                |           |             |             |                |   |  |            |            |            |   |  |        |        |        |
|  |            | Spojené státy  | 1          |                |           |             |             |                |   |  |            |            |            |   |  |        |        |        |
|  |            |                |            |                |           |             |             |                |   |  |            |            | Slovensko  | 0 |  |        |        |        |
|  |            |                |            |                |           |             |             |                |   |  |            |            |            |   |  |        |        |        |
|  |            | 3              | Itálie     | 2              |           |             |             |                |   |  |            |            |            |   |  |        |        |        |
|  |            | 3              | Itálie     | 2              | Španělsko | 0           |             |                |   |  |            |            |            |   |  |        |        |        |
|  |            |                |            |                | Španělsko | 0           |             |                |   |  |            |            |            |   |  |        |        |        |
|  |            | Polsko         | 2          |                |           |             |             |                |   |  |            |            |            |   |  |        |        |        |
|  |            | Polsko         | 2          |                | Polsko    | 2           |             |                |   |  |            |            |            |   |  |        |        |        |
|  |            |                |            |                | Polsko    | 2           |             |                |   |  |            |            |            |   |  |        |        |        |
|  |            |                | 2          | Česko          | 1         |             |             |                |   |  |            |            |            |   |  |        |        |        |
|  |            |                | 2          | Česko          | 1         |             |             |                |   |  |            |            |            |   |  |        |        |        |
|  |            |                |            |                |           |             |             |                |   |  |            |            |            |   |  |        |        |        |
|  |            |                |            |                |           |             |             |                |   |  |            |            |            |   |  |        |        |        |
|  |            |                |            |                |           |             |             | Polsko         | 1 |  |            |            |            |   |  |        |        |        |
|  |            |                |            |                |           |             |             |                | 1 |  |            |            |            |   |  |        |        |        |
|  |            | 3              | Itálie     | 2              |           |             |             |                |   |  |            |            |            |   |  |        |        |        |
|  |            | 3              | Itálie     | 2              | Japonsko  | 2           |             |                |   |  |            |            |            |   |  |        |        |        |
|  |            |                |            |                | Japonsko  | 2           |             |                |   |  |            |            |            |   |  |        |        |        |
|  |            | Rumunsko       | 1          |                |           |             |             |                |   |  |            |            |            |   |  |        |        |        |
|  |            | Rumunsko       | 1          |                | Japonsko  | 1           |             |                |   |  |            |            |            |   |  |        |        |        |
|  |            |                |            |                | Japonsko  | 1           |             |                |   |  |            |            |            |   |  |        |        |        |
|  |            |                | 3          | Itálie         | 2         |             |             |                |   |  |            |            |            |   |  |        |        |        |
|  |            |                | 3          | Itálie         | 2         |             |             |                |   |  |            |            |            |   |  |        |        |        |
|  |            |                |            |                |           |             |             |                |   |  |            |            |            |   |  |        |        |        |

### První kolo

#### Japonsko vs. Rumunsko
| | Japonsko                                                             | 2 :                                                                        | 1   | Rumunsko |    |  |
| --- | -------------------------------------------------------------------- | -------------------------------------------------------------------------- | --- | -------- | -- |  |
| Málaga, Španělsko 14. listopadu 2024, 10:00 SEČ tvrdý (hala) |                                                                      |                                                                            |     |          |    |  |
| \| \| \| \| 1. \| 2. \| 3. \| \| \| ----------- \| -------------------------------------------------------------------- \| -------------------------------------------------------------------------- \| --- \| ---- \| -- \| \| \| 1. \| \| Nao Hibinová Ana Bogdanová \| 2 6 \| 4 6 \| \| \| \| 2. \| \| Ena Šibaharaová Jaqueline Cristianová \| 6 4 \| 7 62 \| \| \| \| 3. \| \| Šúko Aojamová / Eri Hozumiová Monica Niculescuová / Elena-Gabriela Ruseová \| 6 1 \| 7 5 \| \| \| \| \| \| \| \| \| \| \| \| \| \| \| \| \| \| \| \| \| \| \| \| \| \| \| \| Podrobnosti \| \| \| \| \| \| \| \| \| V předchozí historii soutěže se Japonsko s Rumunskem nikdy neutkaly. \| \| \| \| \| \| |                                                                      |                                                                            |     |          |    |  |
| |                                                                      |                                                                            | 1.  | 2.       | 3. |  |
| 1. |                                                                      | Nao Hibinová Ana Bogdanová                                                 | 2 6 | 4 6      |    |  |
| 2. |                                                                      | Ena Šibaharaová Jaqueline Cristianová                                      | 6 4 | 7 62     |    |  |
| 3. |                                                                      | Šúko Aojamová / Eri Hozumiová Monica Niculescuová / Elena-Gabriela Ruseová | 6 1 | 7 5      |    |  |
| |                                                                      |                                                                            |     |          |    |  |
| |                                                                      |                                                                            |     |          |    |  |
| |                                                                      |                                                                            |     |          |    |  |
| Podrobnosti |                                                                      |                                                                            |     |          |    |  |
| | V předchozí historii soutěže se Japonsko s Rumunskem nikdy neutkaly. |                                                                            |     |          |    |  |

#### Slovensko vs. Spojené státy americké
| | Slovensko | 2 :                                                                            | 1   | Spojené státy americké |          |  |
| --- | --- | ------------------------------------------------------------------------------ | --- | ---------------------- | -------- |  |
| Málaga, Španělsko 14. listopadu 2024, 17:00 SEČ tvrdý (hala) | |                                                                                |     |                        |          |  |
| \| \| \| \| 1. \| 2. \| 3. \| \| \| ----------- \| --------------------------------------------------------------------------------------------------------------------------------------------------- \| ------------------------------------------------------------------------------ \| --- \| --- \| -------- \| \| \| 1. \| \| Renáta Jamrichová Taylor Townsendová \| 5 7 \| 4 6 \| \| \| \| 2. \| \| Rebecca Šramková Danielle Collinsová \| 6 2 \| 7 5 \| \| \| \| 3. \| \| Viktória Hrunčáková / Tereza Mihalíková Ashlyn Kruegerová / Taylor Townsendová \| 6 3 \| 3 6 \| [10] [8] \| \| \| \| \| \| \| \| \| \| \| \| \| \| \| \| \| \| \| \| \| \| \| \| \| \| \| Podrobnosti \| \| \| \| \| \| \| \| \| Předchozí poměr vzájemných zápasů mezi Slovenskem a Spojenými státy americkými činil 1–0, když Slovenky vyhrály ve skupině finálového turnaje 2021. \| \| \| \| \| \| | |                                                                                |     |                        |          |  |
| | |                                                                                | 1.  | 2.                     | 3.       |  |
| 1. | | Renáta Jamrichová Taylor Townsendová                                           | 5 7 | 4 6                    |          |  |
| 2. | | Rebecca Šramková Danielle Collinsová                                           | 6 2 | 7 5                    |          |  |
| 3. | | Viktória Hrunčáková / Tereza Mihalíková Ashlyn Kruegerová / Taylor Townsendová | 6 3 | 3 6                    | [10] [8] |  |
| | |                                                                                |     |                        |          |  |
| | |                                                                                |     |                        |          |  |
| | |                                                                                |     |                        |          |  |
| Podrobnosti | |                                                                                |     |                        |          |  |
| | Předchozí poměr vzájemných zápasů mezi Slovenskem a Spojenými státy americkými činil 1–0, když Slovenky vyhrály ve skupině finálového turnaje 2021. |                                                                                |     |                        |          |  |

#### Španělsko vs. Polsko
| | Španělsko | 0 :                                                                                        | 2    | Polsko |     |            |
| --- | --- | ------------------------------------------------------------------------------------------ | ---- | ------ | --- | ---------- |
| Málaga, Španělsko 15. listopadu 2024, 10:00 SEČ tvrdý (hala) | |                                                                                            |      |        |     |            |
| \| \| \| \| 1. \| 2. \| 3. \| \| \| ----------- \| -------------------------------------------------------------------------------------------------------------------------------------------------------------------------------------------------------------- \| ------------------------------------------------------------------------------------------ \| ---- \| ---- \| --- \| ---------- \| \| 1. \| \| Sara Sorribesová Tormová Magda Linetteová \| 6 78 \| 6 2 \| 4 6 \| \| \| 2. \| \| Paula Badosová Iga Świąteková \| 3 6 \| 7 65 \| 1 6 \| \| \| 3. \| \| Marina Bassols Riberaová / Jéssica Bouzas Maneirová Magdalena Fręchová / Katarzyna Kawaová \| \| \| \| nehrálo se \| \| \| \| \| \| \| \| \| \| \| \| \| \| \| \| \| \| \| \| \| \| \| \| \| \| Podrobnosti \| \| \| \| \| \| \| \| \| Předchozí poměr vzájemných zápasů mezi Španělskem a Polskem činil 2–1. Naposledy vyhrály Španělky ve skupině finálového turnaje 2023.Zápas byl přeložen kvůli nepříznivému počasí z 13. na 15. listopadu 2024. \| \| \| \| \| \| | |                                                                                            |      |        |     |            |
| | |                                                                                            | 1.   | 2.     | 3.  |            |
| 1. | | Sara Sorribesová Tormová Magda Linetteová                                                  | 6 78 | 6 2    | 4 6 |            |
| 2. | | Paula Badosová Iga Świąteková                                                              | 3 6  | 7 65   | 1 6 |            |
| 3. | | Marina Bassols Riberaová / Jéssica Bouzas Maneirová Magdalena Fręchová / Katarzyna Kawaová |      |        |     | nehrálo se |
| | |                                                                                            |      |        |     |            |
| | |                                                                                            |      |        |     |            |
| | |                                                                                            |      |        |     |            |
| Podrobnosti | |                                                                                            |      |        |     |            |
| | Předchozí poměr vzájemných zápasů mezi Španělskem a Polskem činil 2–1. Naposledy vyhrály Španělky ve skupině finálového turnaje 2023.Zápas byl přeložen kvůli nepříznivému počasí z 13. na 15. listopadu 2024. |                                                                                            |      |        |     |            |

#### Německo vs. Velká Británie
| | Německo | 0 :                                                                            | 2   | Velká Británie |    |            |
| --- | --- | ------------------------------------------------------------------------------ | --- | -------------- | -- | ---------- |
| Málaga, Španělsko 15. listopadu 2024, 17:00 SEČ tvrdý (hala) | |                                                                                |     |                |    |            |
| \| \| \| \| 1. \| 2. \| 3. \| \| \| ----------- \| --------------------------------------------------------------------------------------------------------------------------------------------------------------- \| ------------------------------------------------------------------------------ \| --- \| --- \| -- \| ---------- \| \| 1. \| \| Jule Niemeierová Emma Raducanuová \| 4 6 \| 4 6 \| \| \| \| 2. \| \| Laura Siegemundová Katie Boulterová \| 1 6 \| 2 6 \| \| \| \| 3. \| \| Anna-Lena Friedsamová / Tatjana Mariová Olivia Nichollsová / Heather Watsonová \| \| \| \| nehrálo se \| \| \| \| \| \| \| \| \| \| \| \| \| \| \| \| \| \| \| \| \| \| \| \| \| \| Podrobnosti \| \| \| \| \| \| \| \| \| Předchozí poměr vzájemných zápasů mezi Německem a Velkou Británií činí 2–4. Naposledy vyhrály Britky nad Západním Německem v úvodním kole Poháru federace 1985. \| \| \| \| \| \| | |                                                                                |     |                |    |            |
| | |                                                                                | 1.  | 2.             | 3. |            |
| 1. | | Jule Niemeierová Emma Raducanuová                                              | 4 6 | 4 6            |    |            |
| 2. | | Laura Siegemundová Katie Boulterová                                            | 1 6 | 2 6            |    |            |
| 3. | | Anna-Lena Friedsamová / Tatjana Mariová Olivia Nichollsová / Heather Watsonová |     |                |    | nehrálo se |
| | |                                                                                |     |                |    |            |
| | |                                                                                |     |                |    |            |
| | |                                                                                |     |                |    |            |
| Podrobnosti | |                                                                                |     |                |    |            |
| | Předchozí poměr vzájemných zápasů mezi Německem a Velkou Británií činí 2–4. Naposledy vyhrály Britky nad Západním Německem v úvodním kole Poháru federace 1985. |                                                                                |     |                |    |            |

### Čtvrtfinále

#### Itálie vs. Japonsko
| | Itálie                                                             | 2 :                                                               | 1   | Japonsko |     |  |
| --- | ------------------------------------------------------------------ | ----------------------------------------------------------------- | --- | -------- | --- |  |
| Málaga, Španělsko 16. listopadu 2024, 10:00 SEČ tvrdý (hala) |                                                                    |                                                                   |     |          |     |  |
| \| \| \| \| 1. \| 2. \| 3. \| \| \| ----------- \| ------------------------------------------------------------------ \| ----------------------------------------------------------------- \| --- \| --- \| --- \| \| \| 1. \| \| Elisabetta Cocciarettová Ena Šibaharaová \| 6 3 \| 4 6 \| 4 6 \| \| \| 2. \| \| Jasmine Paoliniová Mojuka Učidžimová \| 6 3 \| 6 4 \| \| \| \| 3. \| \| Sara Erraniová / Jasmine Paoliniová Šúko Aojamová / Eri Hozumiová \| 6 3 \| 6 4 \| \| \| \| \| \| \| \| \| \| \| \| \| \| \| \| \| \| \| \| \| \| \| \| \| \| \| \| Podrobnosti \| \| \| \| \| \| \| \| \| V předchozí historii soutěže se Itálie s Japonskem nikdy neutkala. \| \| \| \| \| \| |                                                                    |                                                                   |     |          |     |  |
| |                                                                    |                                                                   | 1.  | 2.       | 3.  |  |
| 1. |                                                                    | Elisabetta Cocciarettová Ena Šibaharaová                          | 6 3 | 4 6      | 4 6 |  |
| 2. |                                                                    | Jasmine Paoliniová Mojuka Učidžimová                              | 6 3 | 6 4      |     |  |
| 3. |                                                                    | Sara Erraniová / Jasmine Paoliniová Šúko Aojamová / Eri Hozumiová | 6 3 | 6 4      |     |  |
| |                                                                    |                                                                   |     |          |     |  |
| |                                                                    |                                                                   |     |          |     |  |
| |                                                                    |                                                                   |     |          |     |  |
| Podrobnosti |                                                                    |                                                                   |     |          |     |  |
| | V předchozí historii soutěže se Itálie s Japonskem nikdy neutkala. |                                                                   |     |          |     |  |

#### Česko vs. Polsko
| | Česko | 1 :                                                                    | 2    | Polsko |     |  |
| --- | --- | ---------------------------------------------------------------------- | ---- | ------ | --- |  |
| Málaga, Španělsko 16. listopadu 2024, 17:00 SEČ tvrdý (hala) | |                                                                        |      |        |     |  |
| \| \| \| \| 1. \| 2. \| 3. \| \| \| ----------- \| ----------------------------------------------------------------------------------------------------------------------------------------------------------------------------------------------------------------------------------------------------------------------------------------------------------------------------------------------------------------------------------------------------------------------------------------------------------------------------------------------------------------------------------------------------------------------------------------------------------------------------------------------------------------------------------------------------------------------------------------------------------------------------------------------------------------------------------- \| ---------------------------------------------------------------------- \| ---- \| --- \| --- \| \| \| 1. \| \| Marie Bouzková Magdalena Fręchová \| 6 1 \| 4 6 \| 6 4 \| \| \| 2. \| \| Linda Nosková Iga Świąteková \| 64 7 \| 6 4 \| 5 7 \| \| \| 3. \| \| Marie Bouzková / Kateřina Siniaková Katarzyna Kawaová / Iga Świąteková \| 2 6 \| 4 6 \| \| \| \| \| \| \| \| \| \| \| \| \| \| \| \| \| \| \| \| \| \| \| \| \| \| \| \| Podrobnosti \| \| \| \| \| \| \| \| \| Předchozí poměr vzájemných zápasů mezi Českem a Polskem činil 3–0. Naposledy vyhrály Češky ve skupině finálového turnaje 2022.Marie Bouzková zahájila i ukončila sezónu stejným způsobem, třísetovou výhrou nad Magdalenou Fręchovou. Polky skóre srovnaly díky světové dvojce Ize Świątekové. O výhře nad Lindou Noskovou po vyrovnaném průběhu rozhodla až v koncovce třetí sady. V závěrečné čtyřhře dominovaly Polky Świąteková s Kawaovou, které si od stavu gamů 2–2 vypracovaly vedení 6–2 a 4–0. Češky Siniaková s Bouzkovou druhou sadu zdramatizovaly vyrovnáním na 4–4, ale poté dva gamy ztratily, což znamenalo první porážku českého výběru s Polskem. Světová jednička ve čtyřhře Siniaková k utkání uvedla: „Co rozhodlo? Asi spousta chyb,“ a Bouzková dodala: „Nám to poté nesedlo. Byl to takový den blbec“.[26] \| \| \| \| \| \| | |                                                                        |      |        |     |  |
| | |                                                                        | 1.   | 2.     | 3.  |  |
| 1. | | Marie Bouzková Magdalena Fręchová                                      | 6 1  | 4 6    | 6 4 |  |
| 2. | | Linda Nosková Iga Świąteková                                           | 64 7 | 6 4    | 5 7 |  |
| 3. | | Marie Bouzková / Kateřina Siniaková Katarzyna Kawaová / Iga Świąteková | 2 6  | 4 6    |     |  |
| | |                                                                        |      |        |     |  |
| | |                                                                        |      |        |     |  |
| | |                                                                        |      |        |     |  |
| Podrobnosti | |                                                                        |      |        |     |  |
| | Předchozí poměr vzájemných zápasů mezi Českem a Polskem činil 3–0. Naposledy vyhrály Češky ve skupině finálového turnaje 2022.Marie Bouzková zahájila i ukončila sezónu stejným způsobem, třísetovou výhrou nad Magdalenou Fręchovou. Polky skóre srovnaly díky světové dvojce Ize Świątekové. O výhře nad Lindou Noskovou po vyrovnaném průběhu rozhodla až v koncovce třetí sady. V závěrečné čtyřhře dominovaly Polky Świąteková s Kawaovou, které si od stavu gamů 2–2 vypracovaly vedení 6–2 a 4–0. Češky Siniaková s Bouzkovou druhou sadu zdramatizovaly vyrovnáním na 4–4, ale poté dva gamy ztratily, což znamenalo první porážku českého výběru s Polskem. Světová jednička ve čtyřhře Siniaková k utkání uvedla: „Co rozhodlo? Asi spousta chyb,“ a Bouzková dodala: „Nám to poté nesedlo. Byl to takový den blbec“. |                                                                        |      |        |     |  |

#### Austrálie vs. Slovensko
| | Austrálie | 0 :                                                                       | 2   | Slovensko |     |            |
| --- | --- | ------------------------------------------------------------------------- | --- | --------- | --- | ---------- |
| Málaga, Španělsko 17. listopadu 2024, 10:00 SEČ tvrdý (hala) | |                                                                           |     |           |     |            |
| \| \| \| \| 1. \| 2. \| 3. \| \| \| ----------- \| ------------------------------------------------------------------------------------------------------------------------------------------ \| ------------------------------------------------------------------------- \| --- \| ---- \| --- \| ---------- \| \| 1. \| \| Kimberly Birrellová Viktória Hrunčáková \| 5 7 \| 7 64 \| 3 6 \| \| \| 2. \| \| Ajla Tomljanovićová Rebecca Šramková \| 1 6 \| 2 6 \| \| \| \| 3. \| \| Ellen Perezová / Darja Savilleová Viktória Hrunčáková / Tereza Mihalíková \| \| \| \| nehrálo se \| \| \| \| \| \| \| \| \| \| \| \| \| \| \| \| \| \| \| \| \| \| \| \| \| \| Podrobnosti \| \| \| \| \| \| \| \| \| Předchozí poměr vzájemných zápasů mezi Austrálie a Slovenskem činil 3–0. Naposledy vyhrály Australanky ve skupině finálového turnaje 2022. \| \| \| \| \| \| | |                                                                           |     |           |     |            |
| | |                                                                           | 1.  | 2.        | 3.  |            |
| 1. | | Kimberly Birrellová Viktória Hrunčáková                                   | 5 7 | 7 64      | 3 6 |            |
| 2. | | Ajla Tomljanovićová Rebecca Šramková                                      | 1 6 | 2 6       |     |            |
| 3. | | Ellen Perezová / Darja Savilleová Viktória Hrunčáková / Tereza Mihalíková |     |           |     | nehrálo se |
| | |                                                                           |     |           |     |            |
| | |                                                                           |     |           |     |            |
| | |                                                                           |     |           |     |            |
| Podrobnosti | |                                                                           |     |           |     |            |
| | Předchozí poměr vzájemných zápasů mezi Austrálie a Slovenskem činil 3–0. Naposledy vyhrály Australanky ve skupině finálového turnaje 2022. |                                                                           |     |           |     |            |

#### Kanada vs. Velká Británie
| | Kanada | 0 :                                                                             | 2   | Velká Británie |    |            |
| --- | --- | ------------------------------------------------------------------------------- | --- | -------------- | -- | ---------- |
| Málaga, Španělsko 17. listopadu 2024, 17:00 SEČ tvrdý (hala) | |                                                                                 |     |                |    |            |
| \| \| \| \| 1. \| 2. \| 3. \| \| \| ----------- \| -------------------------------------------------------------------------------------------------------------------------------------------------- \| ------------------------------------------------------------------------------- \| --- \| --- \| -- \| ---------- \| \| 1. \| \| Rebecca Marinová Emma Raducanuová \| 0 6 \| 5 7 \| \| \| \| 2. \| \| Leylah Fernandezová Katie Boulterová \| 2 6 \| 4 6 \| \| \| \| 3. \| \| Gabriela Dabrowská / Leylah Fernandezová Olivia Nichollsová / Heather Watsonová \| \| \| \| nehrálo se \| \| \| \| \| \| \| \| \| \| \| \| \| \| \| \| \| \| \| \| \| \| \| \| \| \| Podrobnosti \| \| \| \| \| \| \| \| \| Předchozí poměr vzájemných zápasů mezi Kanadou a Velkou Británií činil 0–3. Naposledy Britky vyhrály ve světovém čtvrtfinále Poháru federace 1984. \| \| \| \| \| \| | |                                                                                 |     |                |    |            |
| | |                                                                                 | 1.  | 2.             | 3. |            |
| 1. | | Rebecca Marinová Emma Raducanuová                                               | 0 6 | 5 7            |    |            |
| 2. | | Leylah Fernandezová Katie Boulterová                                            | 2 6 | 4 6            |    |            |
| 3. | | Gabriela Dabrowská / Leylah Fernandezová Olivia Nichollsová / Heather Watsonová |     |                |    | nehrálo se |
| | |                                                                                 |     |                |    |            |
| | |                                                                                 |     |                |    |            |
| | |                                                                                 |     |                |    |            |
| Podrobnosti | |                                                                                 |     |                |    |            |
| | Předchozí poměr vzájemných zápasů mezi Kanadou a Velkou Británií činil 0–3. Naposledy Britky vyhrály ve světovém čtvrtfinále Poháru federace 1984. |                                                                                 |     |                |    |            |

### Semifinále

#### Polsko vs. Itálie
| | Polsko | 1 :                                                                    | 2   | Itálie |     |  |
| --- | --- | ---------------------------------------------------------------------- | --- | ------ | --- |  |
| Málaga, Španělsko 18. listopadu 2024, 17:00 SEČ tvrdý (hala) | |                                                                        |     |        |     |  |
| \| \| \| \| 1. \| 2. \| 3. \| \| \| ----------- \| -------------------------------------------------------------------------------------------------------------------------------------------------------------------------------------------------------------------------------------------------------------- \| ---------------------------------------------------------------------- \| --- \| ---- \| --- \| \| \| 1. \| \| Magda Linetteová Lucia Bronzettiová \| 4 6 \| 63 7 \| \| \| \| 2. \| \| Iga Świąteková Jasmine Paoliniová \| 3 6 \| 6 4 \| 6 4 \| \| \| 3. \| \| Katarzyna Kawaová / Iga Świąteková Sara Erraniová / Jasmine Paoliniová \| 5 7 \| 5 7 \| \| \| \| \| \| \| \| \| \| \| \| \| \| \| \| \| \| \| \| \| \| \| \| \| \| \| \| Podrobnosti \| \| \| \| \| \| \| \| \| Předchozí poměr vzájemných zápasů mezi Polskem a Itálií činil 0–1, když jediný duel Italky vyhrály v úvodním kole Poháru federace 1988.Polsko postoupilo do světového semifinále poprvé v historii,[30] když vylepšilo čtvrtfinálová maxima z let 1992 a 2015. \| \| \| \| \| \| | |                                                                        |     |        |     |  |
| | |                                                                        | 1.  | 2.     | 3.  |  |
| 1. | | Magda Linetteová Lucia Bronzettiová                                    | 4 6 | 63 7   |     |  |
| 2. | | Iga Świąteková Jasmine Paoliniová                                      | 3 6 | 6 4    | 6 4 |  |
| 3. | | Katarzyna Kawaová / Iga Świąteková Sara Erraniová / Jasmine Paoliniová | 5 7 | 5 7    |     |  |
| | |                                                                        |     |        |     |  |
| | |                                                                        |     |        |     |  |
| | |                                                                        |     |        |     |  |
| Podrobnosti | |                                                                        |     |        |     |  |
| | Předchozí poměr vzájemných zápasů mezi Polskem a Itálií činil 0–1, když jediný duel Italky vyhrály v úvodním kole Poháru federace 1988.Polsko postoupilo do světového semifinále poprvé v historii, když vylepšilo čtvrtfinálová maxima z let 1992 a 2015. |                                                                        |     |        |     |  |

#### Velká Británie vs. Slovensko
| | Velká Británie | 1 :                                                                            | 2   | Slovensko |     |  |
| --- | --- | ------------------------------------------------------------------------------ | --- | --------- | --- |  |
| Málaga, Španělsko 19. listopadu 2024, 12:00 SEČ tvrdý (hala) | |                                                                                |     |           |     |  |
| \| \| \| \| 1. \| 2. \| 3. \| \| \| ----------- \| --------------------------------------------------------------------------------------------------------------------------------------------------------------------------------------------------------------------------------------------------------------------------------------------------------------------------------------------------------------------------------------------------------- \| ------------------------------------------------------------------------------ \| --- \| --- \| --- \| \| \| 1. \| \| Emma Raducanuová Viktória Hrunčáková \| 6 4 \| 6 4 \| \| \| \| 2. \| \| Katie Boulterová Rebecca Šramková \| 6 2 \| 4 6 \| 4 6 \| \| \| 3. \| \| Olivia Nichollsová / Heather Watsonová Viktória Hrunčáková / Tereza Mihalíková \| 2 6 \| 2 6 \| \| \| \| \| \| \| \| \| \| \| \| \| \| \| \| \| \| \| \| \| \| \| \| \| \| \| \| Podrobnosti \| \| \| \| \| \| \| \| \| Předchozí poměr vzájemných zápasů mezi Slovenskem a Velkou Británií činil 2–0, když Slovenky vyhrály v play-off 1. skupiny euroafrické zóny Fed Cupu 2006 i finálové kvalifikaci BJK Cupu 2021.Slovensko postoupilo do světového semifinále poprvé od roku 2013 a celkově počtvrté.[32] Velká Británie jako čtyřnásobný finalista soutěže[33] postoupila do světového semifinále poprvé od roku 2022.[34] \| \| \| \| \| \| | |                                                                                |     |           |     |  |
| | |                                                                                | 1.  | 2.        | 3.  |  |
| 1. | | Emma Raducanuová Viktória Hrunčáková                                           | 6 4 | 6 4       |     |  |
| 2. | | Katie Boulterová Rebecca Šramková                                              | 6 2 | 4 6       | 4 6 |  |
| 3. | | Olivia Nichollsová / Heather Watsonová Viktória Hrunčáková / Tereza Mihalíková | 2 6 | 2 6       |     |  |
| | |                                                                                |     |           |     |  |
| | |                                                                                |     |           |     |  |
| | |                                                                                |     |           |     |  |
| Podrobnosti | |                                                                                |     |           |     |  |
| | Předchozí poměr vzájemných zápasů mezi Slovenskem a Velkou Británií činil 2–0, když Slovenky vyhrály v play-off 1. skupiny euroafrické zóny Fed Cupu 2006 i finálové kvalifikaci BJK Cupu 2021.Slovensko postoupilo do světového semifinále poprvé od roku 2013 a celkově počtvrté. Velká Británie jako čtyřnásobný finalista soutěže postoupila do světového semifinále poprvé od roku 2022. |                                                                                |     |           |     |  |

### Finále

#### Slovensko vs. Itálie
| | Slovensko | 0 :                                                                         | 2   | Itálie |    |            |
| --- | --- | --------------------------------------------------------------------------- | --- | ------ | -- | ---------- |
| Málaga, Španělsko 20. listopadu 2024, 17:00 SEČ tvrdý (hala) | |                                                                             |     |        |    |            |
| \| \| \| \| 1. \| 2. \| 3. \| \| \| ----------- \| ---------------------------------------------------------------------------------------------------------------------------------------------------------------------------------------------------------------------------------------------------------------------------------------------------------------------- \| --------------------------------------------------------------------------- \| --- \| --- \| -- \| ---------- \| \| 1. \| \| Viktória Hrunčáková Lucia Bronzettiová \| 2 6 \| 4 6 \| \| \| \| 2. \| \| Rebecca Šramková Jasmine Paoliniová \| 2 6 \| 1 6 \| \| \| \| 3. \| \| Viktória Hrunčáková / Tereza Mihalíková Sara Erraniová / Jasmine Paoliniová \| \| \| \| nehrálo se \| \| \| \| \| \| \| \| \| \| \| \| \| \| \| \| \| \| \| \| \| \| \| \| \| \| Podrobnosti \| \| \| \| \| \| \| \| \| Předchozí poměr vzájemných zápasů mezi Slovenskem a Itálií činil 2–1. Naposledy vyhrály Italky v kvalifikaci finálového turnaje 2023.Itálie obhájující finálovou účast získala pátou trofej a první od roku 2013. Slovensko postoupilo do finále podruhé, když první takovou účast proměnilo v roce 2002 ve vítězství. \| \| \| \| \| \| | |                                                                             |     |        |    |            |
| | |                                                                             | 1.  | 2.     | 3. |            |
| 1. | | Viktória Hrunčáková Lucia Bronzettiová                                      | 2 6 | 4 6    |    |            |
| 2. | | Rebecca Šramková Jasmine Paoliniová                                         | 2 6 | 1 6    |    |            |
| 3. | | Viktória Hrunčáková / Tereza Mihalíková Sara Erraniová / Jasmine Paoliniová |     |        |    | nehrálo se |
| | |                                                                             |     |        |    |            |
| | |                                                                             |     |        |    |            |
| | |                                                                             |     |        |    |            |
| Podrobnosti | |                                                                             |     |        |    |            |
| | Předchozí poměr vzájemných zápasů mezi Slovenskem a Itálií činil 2–1. Naposledy vyhrály Italky v kvalifikaci finálového turnaje 2023.Itálie obhájující finálovou účast získala pátou trofej a první od roku 2013. Slovensko postoupilo do finále podruhé, když první takovou účast proměnilo v roce 2002 ve vítězství. |                                                                             |     |        |    |            |

### Vítěz
| Vítěz Billie Jean King Cupu 2024 |
| -------------------------------- |
| Itálie pátý titul                |